# ام‌وی اسپوکن
ام‌وی اسپوکن (به انگلیسی: MV Spokane) یک کشتی است که طول آن ۴۴۰ فوت (۱۳۴ متر) می‌باشد. این کشتی در سال ۱۹۷۲ ساخته شد.